# Hunwald György
Hunwald György, születési nevén Hunvald György (Budapest, 1965. július 7. –) Budapest VII. kerületének korábbi MSZP-s polgármestere.

## Családja
Felesége Ungár Katalin biotechnológus; 4 gyermek édesapja.

## Tanulmányai
Általános iskolai tanulmányait Budapesten, a középiskolát Szekszárdon végezte el. 1984–1989 között a Gödöllői Agrártudományi Egyetem Mezőgazdaság-tudományi Karán szerzett diplomát, ugyanott szerzett másoddiplomát a Mezőgazdasági Külkereskedelmi szakon 1994-ben.
2014 szeptemberétől a Széchenyi István Egyetem Deák Ferenc Állam- és Jogtudományi Kar hallgatója.
2020. február 14-én jogász doktorrá avatták.

## Munkahelyei
1989–1990 között a Gödöllői Agrártudományi Egyetem Trópusi-szubtrópusi tanszékén mérnök, 1990–1992 között Ausztráliában a Aurica Pty. Ltd.-nél dolgozott műszaki vezetőként, az 1992-ben alapított vállalkozásánál 1998-ig ügyvezető igazgató, 1996–1998 között az Erzsébetvárosi Vagyonkezelő Rt. igazgatósági tagja, 1998-tól a VII. kerület alpolgármestere, 2002-től polgármestere. A Magyar Szakszervezetek Országos Szövetségének tagja.

## Tevékenysége az MSZP-ben
1994 márciusában lépett be az MSZP-be, 1995-től 1998-ig a VII. kerületi MSZP elnökségének tagja, 1998-tól elnöke. 2000-től vezetője az MSZP VI–VII–VIII. kerületek küldöttcsoportjának .
2014. július 1-jén lemondott kerületi elnöki posztjáról, és az önkormányzati választásokon sem kívánt indulni.
2019. július 26-án Hunvald György kilépett az MSZP-ből, és független polgármesterjelöltként indult a 2019-es önkormányzati választáson. A választáson 5,22 százalékot szerzett.

## Az ellene folytatott eljárás
2009. februártól előzetes letartóztatásba helyezték hűtlen kezelés vádjával. 2010 novemberében emeltek  ellene vádat. A vádpontok közt százmilliós csalástól kezdve kerékbilincsek levetetéséig sokféle bűncselekmény szerepel. Az ügyészség szerint Hunvaldék bűnszervezetben dolgoztak.
A Fővárosi Törvényszék 2012. február 24-én, 3 év elteltével hozott elsőfokú ítéletet az ügyben. Hunvald Györgyöt a bíróság az ingatlanokkal kapcsolatos csalás vádjában felmentette. Ugyancsak felmentette 1 rendbeli folytatólagosan elkövetett magánokirat-hamisítás, illetve 1 rendbeli vesztegetés vádja alól. Ugyanakkor bűnösnek találta a lakáskiutalások és a szerződések kapcsán hivatali visszaélésben, hűtlen kezelésben és magánokirat-hamisításban. Mindezekért 1 év 6 hónap börtönre és 2 év közügyektől való eltiltásra ítélték. Az ügyész B. K. Mihály és S. Istvánné kivételével valamennyi vádlott esetében súlyosbításért fellebbezett, míg az ügyvédek felmentésért, illetve enyhítésért. Az ún. Hunvald-ügyben az állítólagos strómanokat nem számítva csupán 2 vádlott kapott ítéletet az ingatlanokkal kapcsolatban, tehát abban az ügyben, amelyről a feljelentés szólt. Hunvald Györgyöt, aki emiatt töltött majdnem három évet előzetes letartóztatásban, a bíróság felmentette.
Az "ügy" lezárásaként 2023. márciusában a Kúria megsemmisítette a Hunvaldot elmarasztaló összes korábbi ítéletet, és kimondta: törvénysértések sora történt. Az időközben ledoktorált és immáron dr. Hunwald György néven jegyzett volt politikus ellen indult perújítási eljárást megszüntették. A határozat ellen nincs fellebbezési lehetőség, így az végleges.